# جوزيف دبليو. كينيدي
جوزيف دبليو. كينيدي (بالإنجليزية: Joseph W. Kennedy)‏ هو فيزيائي أمريكي، ولد في 30 مايو 1916 في ناكوغدوشس في الولايات المتحدة، وتوفي في 5 مايو 1957 في سانت لويس في الولايات المتحدة بسبب سرطان.